# Pedro Bautista
Pedro Christian Bautista Zulueta (Lima, Provincia de Lima, Perú, 11 de julio de 1987) es un futbolista peruano que juega como delantero y su equipo actual es Atlético Nacional de La Tinguiña que participa en la Copa Perú. Tiene 37 años.

## Clubes
| Club                            | País   | Año         |
| ------------------------------- | ------ | ----------- |
| América Cochahuayco             | Perú   | 2004-2006   |
| A. D. Parla                     | España | 2006        |
| Deportivo La Unión (Cañete)     | Perú   | 2007        |
| Oscar Benavides                 | Perú   | 2007        |
| Defensor Esmeralda              | Perú   | 2008        |
| Íntimos Cable Visión            | Perú   | 2008        |
| CNI                             | Perú   | 2009        |
| DIM                             | Perú   | 2009        |
| Universidad San Marcos          | Perú   | 2010        |
| Atlético Independiente          | Perú   | 2011        |
| Estudiantes Condestable         | Perú   | 2011        |
| Atlético Independiente          | Perú   | 2012        |
| Walter Ormeño                   | Perú   | 2012 - 2013 |
| Atlético Minero                 | Perú   | 2014        |
| Sport Victoria                  | Perú   | 2015        |
| Unión Huaral                    | Perú   | 2016        |
| Defensor La Bocana              | Perú   | 2017        |
| Unión Comercio                  | Perú   | 2017        |
| Deportivo Coopsol               | Perú   | 2018        |
| Sport Victoria                  | Perú   | 2019        |
| Santos F.C.                     | Perú   | 2019        |
| Comerciantes Unidos             | Perú   | 2020 - 2021 |
| ADT                             | Perú   | 2022        |
| Santos                          | Perú   | 2023        |
| Atlético Nacional (La Tinguiña) | Perú   | 2024 -      |